# Caucaubarditas
Caucaubarditas eran una rama de los eutiquianos, que en el siglo cuarto siguieron el partido de Severo de Antioquía y de los acéfalos. 
Desechaban el concilio de Calcedonia y defendían como Eutiques que en Jesucristo no hay más que una sola naturaleza. Se les dio el nombre de caucaubarditas por el lugar en que tuvieron sus primeras juntas. Algunos los han llamado conlobabditas y otros condabauditas.